# Emmanuelle Huart
Pour les articles homonymes, voir Huart.
Emmanuelle Huart est une pianiste et professeur de piano française.

## Biographie
Emmanuelle Huart commence ses études musicales à l’âge de 12 ans et se tourne définitivement vers une carrière musicale professionnelle à l’âge de 17 ans, renonçant ainsi à son admission aux classes préparatoires scientifiques de Louis-le-Grand et Henri IV. Elle obtient alors les 1ers Prix du conservatoire à rayonnement régional de Douai, du conservatoire à rayonnement régional de Rueil-Malmaison et du conservatoire à rayonnement régional de Paris en piano, musique de chambre, analyse, organologie, orchestration, suivis d’un Diplôme de perfectionnement de Piano.
Remarquée par les Maîtres de l’École Russe (Irina Naoumova, Lev Naoumov, Vladimir Soultanov…), elle se perfectionne aujourd’hui auprès de deux grands pédagogues français : Monique Deschaussées et Pascal Devoyon.
Lauréate de concours nationaux et internationaux (le Prix Deutsche Grammophon, le 2e Prix à l’unanimité du Concours international de l’Eurorégion…), elle est sélectionnée pour participer à l'Académie internationale des arts Orford au Canada. 
Au Conservatoire national supérieur de musique et de danse de Paris, elle obtient le Master de pédagogie et de formation à l'enseignement de la musique en 2015, ainsi que le CA de Directeur (Certificat d'Aptitude aux fonctions de Directeur des Conservatoires) en 2017.

## Activité

### Concertiste
Emmanuelle Huart se produit régulièrement en soliste dans différents festivals internationaux (Paris-Prodiges, Piano-Folies du Touquet, L’Opus à l’oreille à Paris, Jeunes talents à Luxembourg, La semaine internationale de piano, Musicales en Tricastin,…), en concerto (Concerto de Schumann, Deuxième Concerto de Rachmaninov…), en concerts littéraires et en formation de chambre (avec le trompettiste Guy Touvron, le pianiste Pierre-Laurent Boucharlat, la chanteuse soprano lyrique Mi-Kyung Kim, l’ensemble Per aspera…), en France et à l’étranger (Canada, Belgique, Luxembourg…). Elle travaille également en étroite collaboration avec les compositeurs contemporains Alain Louvier, Frédéric Boulard, Kristof Maratka, Jean-Baptiste Fourré pour la Cité des sciences et de l'industrie…).
Ces échanges riches et diversifiés ont donné lieu à de nombreux enregistrements « en direct » vidéo ou audio ; un disque récital (Haendel, Beethoven, Schumann, Ginastera) et le « Voyage musical à Saint-Pétersbourg », en duo avec Guy Touvron, seront prochainement enregistrés.

### Pédagogue
Professeur de piano titulaire (CA, PEA), elle a le plaisir de partager une expérience pédagogique au sein des Conservatoires (CRR de Douai, CRD d’Évry…) et en tant que membre de jurys (Pôle supérieur Nord-Pas-de-Calais/ESMD, CRR de Brest Métropole, CRR de Douai, CRR de Nancy, CRR de Rennes, Concours international de piano Steinway & Sons à Paris…).
Elle favorise aussi l’approche du piano et de la musique dans le cadre de « rencontres-conférences » autour d’une œuvre destinées à un large public (Médiathèques d’Arras,, de Valenciennes, Les Heures musicales du Touquet, Sciences Po Lille…) ou lors d’animations et de concerts pédagogiques adaptés au jeune public.
Parallèlement à sa vie de concertiste et professeur, Emmanuelle Huart se voit proposer l’édition partielle de son mémoire d’Organologie sur la mécanique du piano (« Naissance, Évolution, Influences musicales et sociales de la mécanique du Piano 1698-1848 » dans La Revue de la Musique  (ISSN 1950-9073)) et la présentation publique de ses différentes recherches : mémoires d'Organologie, du Master de pédagogie Apprentissage du geste instrumental… question de démarche ? Les habiletés motrices pianistiques dans Játékok de G. Kurtág, et du CA de Directeur Le Concert s'enseigne-t-il ?.